# Sofía Espinosa
Sofía Espinosa Carrasco (née le 22 septembre 1989) est une actrice, productrice, scénariste et réalisatrice mexicaine. Elle a commencé sa préparation artistique au Conservatoire national de musique, puis a suivi des études à Casazul au Mexique, à l'école de Claudio Tolcachir en Argentine, au Stella Adler Studio à New York et à la Royal Academy of Dramatic Art à Londres. Elle a été récompensée pour son rôle de Mati dans le film mexicain La niña en la piedra (es) (2006), pour lequel elle a été pressentie pour un prix Ariel de la meilleure actrice. Elle a ensuite joué dans les séries télévisées Capadocia (2010) et Bienvenida Realidad (2011).
Espinosa a également joué dans plusieurs autres films, dont Sea of Dreams (2006), La Vida Inmune (2006), El Brassier de Emma (2007), The Kid : Chamaco (2009), I Miss You (2010), Vete Más Lejos, Alicia (2010) et Asteroide (2014). Elle a également coproduit, co-écrit et joué dans Los Bañistas (2014). Pour son rôle principal dans le biopic Gloria, basé sur la vie de la chanteuse et compositrice mexicaine Gloria Trevi, elle a reçu le Diosas de Plata (es) et le prix Ariel de la meilleure actrice.

## Contexte
Espinosa est née le 22 septembre 1989 à Mexico, de Mario Espinosa, metteur en scène de théâtre, et de Gloria Carrasco Altamirano, directrice artistique,. Elle a un frère cadet nommé Sebastián, et est la nièce de Diódoro Carrasco Altamirano (en), ancien gouverneur de Oaxaca et ministre de l'Intérieur. À 4 ans, elle entre au Conservatoire national de musique et à 13 ans, elle s'inscrit à Casazul, une école d'art dramatique mexicaine, toutes deux à Mexico ; à Casazul, elle joue dans la version de théâtre de chambre de la pièce Roméo et Juliette. Elle poursuit ses études à l'école Claudio Tolcachir en Argentine, au Stella Adler Studio à New York et à la Royal Academy of Dramatic Art à Londres. En 2011, elle a obtenu une bourse du Fonds national pour la culture et les arts (FONCA) pour les jeunes artistes.

## Carrière

### Débuts et premier rôle principal
Espinosa est apparue dans le court métrage Cuidado con el Tren, écrit et réalisé par Ignacio Ortiz en 2004, et dans les films Sea of Dreams et La Vida Inmune, en 2006. À 15 ans, après six mois d'atelier avec Maryse Systach et Clarissa Malheiros, elle a obtenu son premier rôle principal dans La niña en la piedra (es) (La niña en la piedra), qui a été coréalisé par Systach et José Buil et qui est le dernier chapitre de la trilogie sur les adolescents au Mexique qui a commencé avec Parfum de violettes (2001) et Manos Libres (Nadie Te Escucha) (2003),. Espinosa a été nommée pour le prix Ariel de la meilleure actrice pour son travail dans le film. Espinosa et Systach ont fait équipe à nouveau pour le film El Brassier de Emma.
En 2006, Espinosa a joué dans le court métrage Voir pleuvoir, qui a été présenté au Festival de Cannes 2007 et a remporté la Palme d'or du court métrage. Miller et Espinosa ont de nouveau travaillé ensemble cinq ans plus tard dans le film Vete Más Lejos, Alicia (2011). Elle a également joué dans la série mexicaine Capadocia, le personnage de Paty, et a également rejoint le casting de la telenovela Bienvenida Realidad, produite par Epigmenio Ibarra pour Cadenatres en 2011, dans laquelle elle incarne Vanessa, une adolescente lesbienne.

### Rôle décisif avec Gloria

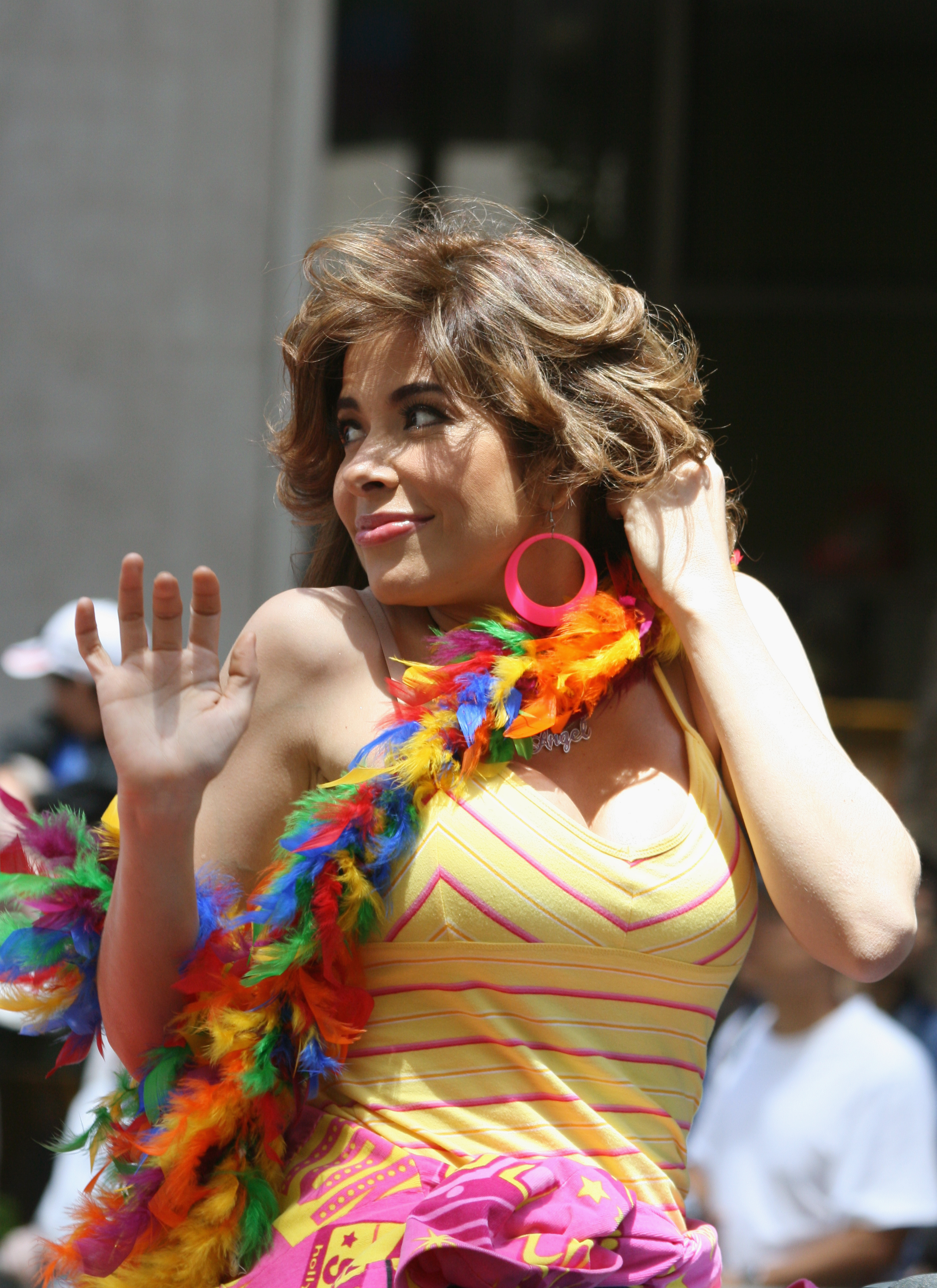
Sofía Espinosa a joué le rôle de la chanteuse et compositrice mexicaine Gloria Trevi dans le film Gloria.

Espinosa a décroché le rôle principal du film Gloria en 2014. Le film est un biopic sur l'auteur-compositeur-interprète Gloria Trevi, et sa relation avec son manager, le producteur de disques Sergio Andrade. Le film retrace l'ascension et la chute de la carrière de la chanteuse, en détaillant la première rencontre de Trevi avec Andrade (qui est devenu son mentor), son bref séjour dans un groupe, son ascension vers la célébrité musicale, un scandale sexuel impliquant des mineurs et son emprisonnement au Brésil. Espinosa a remporté le rôle après un mois et demi de casting, en déclarant : « Je ne sais pas combien d'actrices étaient [dans les castings], ni qui elles étaient, mais une fois que j'ai eu le rôle, je savais que c'était une grande responsabilité, parce que c'est un personnage vivant qui a beaucoup de fans, je devais le faire bien. C'est un personnage très complexe, plein de nuances, avec beaucoup de force ». Espinosa a pris des cours de chant et a dû apprendre l'accent de Trevi. De plus, pour se préparer pleinement au rôle, l'actrice a été assignée à un chorégraphe et a travaillé avec le réalisateur du film pour trouver le bon ton pour les scènes. Espinosa a regardé les interviews, les concerts et les films de Trevi pour pouvoir l'interpréter. « Le rôle m'était destiné », a dit Espinosa à Noticine.
Marco Pérez (en) (qui joue Andrade dans le film) a qualifié la prestation d'Espinosa de « fraîcheur fascinante », louant sa formation musicale pour le rôle et son souci du détail, précisant qu'« il aurait été facile de créer un portrait sensationnel et unidimensionnel de Gloria, mais Sofía va derrière le personnage public au cœur de la femme ». Le film a été présenté en première au Mexique le 1er janvier 2015, car il a été distribué par Universal Pictures à environ 1 000 exemplaires. Espinosa et Pérez ont reçu des critiques positives pour leurs performances de la part de Jessica Oliva du magazine Cine Premiere, qui a déclaré que les acteurs « semblent se fondre dans leurs personnages. Sofía Espinosa se distingue par sa voix (qui chante toutes les chansons), son interprétation physique et son charisme, tandis que Marco Pérez, Sergio Andrade, parvient à incarner la dualité de ce génie de l'industrie, à la fois pervers et visionnaire ». Sofía Ochoa Rodríguez et Verónica Sánchez, de En Filme, ont été « surprises par la performance [d'Espinosa] » car elle était « très proche de celle de Gloria Trevi, bien qu'avec un accent nasillard et une cadence qui laisse transparaître le style rauque, sarcastique et mélancolique qui imprègne chacune des chansons que l'actrice chante. Son travail d'actrice et sa ressemblance physique lui permettent de passer naturellement de la comédie à la douleur, de la solitude à la nostalgie, du sourire facile à la danse, aux sauts sur scène et au scintillement des yeux ». En revanche, David Noh du Film Journal International n'a pas été impressionné par le jeu d'Espinosa, affirmant qu'elle « manque d'attrait et est tout à fait ordinaire dans un rôle qui demande un peu de l'électricité que la très jeune Jennifer Lopez a réussi à faire monter en flèche dans son biopic musical, Selena ». Gloria Trevi a fait l'éloge du travail d'Espinosa dans le film, déclarant qu'« il est choquant de se voir dans un film, la fille [Espinosa] a fait un travail extraordinaire ». Espinosa a remporté le Diosa de Plata et le Prix Ariel de la meilleure actrice pour Gloria,.

### 2015 à 2017
En 2015, elle a joué le rôle de Graciela Arias dans le film Los Crímenes de Mar del Norte, basé sur l'histoire vraie de Goyo Cárdenas, l'étrangleur de Tacuba. L'année suivante, Espinosa a joué la chanteuse mexicaine Lola Beltrán dans Hasta Que Te Conocí (es), basé sur la vie de l'artiste mexicain Juan Gabriel, pour lequel elle a dû interpréter le titre Cucurrucucú Paloma, la chanson emblématique de Beltrán. Espinosa a coproduit, co-écrit et joué dans Los Bañistas, un film qui a eu une sortie limitée au Mexique (10 copies) en 2016,. Dans le film, réalisé par Max Zunino, elle joue le rôle de Flavia, une jeune protestataire qui s'engage avec un homme plus âgé, Juan Carlos Colombo,. La performance d'Espinosa a reçu des critiques positives, comme celle écrite par Luis Fernando Galván de En Filme, qui affirme que l'actrice « incarne efficacement l'espoir d'un renouveau social à partir d'une performance convaincante où elle part en voyage dans un espace social avec l'intention de trouver sa place dans le monde et d'aider les autres à faire de même ». Espinosa et Zunino ont fait équipe à nouveau pour Bruma, dans lequel l'actrice joue le rôle de Martina, et selon John Hopewell de Variety, « suit une jeune femme (Espinosa) issue de la classe moyenne supérieure étouffante du Mexique qui, enceinte, s'enfuit à Berlin et trouve une sorte de figure paternelle et de liberté dans un club berlinois de drag queen et un sens final de son identité individuelle ». Le film a été écrit par Espinosa et Zunino et a remporté cinq prix au 10e Festival international du film de Guadalajara,. En 2016, le magazine Variety a annoncé qu'Espinosa se joindrait aux acteurs mexicains Demián Bichir et Diego Luna dans le film The Black Minutes ; la même année, Espinosa a joué le rôle de Rocío dans la série télévisée Las Trece Esposas, produite par Blim et inspirée des Mille et une nuits. Espinosa a également eu un rôle de voix dans le film d'animation américain Kubo et l'Armure magique (2016) et un rôle dans La Gran Promesa, réalisé par Jorge Ramirez Suárez. Espinosa a tenu le rôle de la mère de Miguel dans le film d'animation Coco (2017).

### Théâtre
Espinosa a financé avec ses collègues Belén Aguilar, Fernanda Echevarría et Armando Espitia la compagnie de théâtre Conejo Sin Prisa et a débuté dans une adaptation de la pièce de Paula Vogel How I Learned to Drive le 15 mai 2017 au Centro Cultural del Bosque (es) à Mexico. Espinosa a été rejointe dans la distribution par Belén Aguilar, Fernanda Echevarría et Armando Espitia,. Plus tard cette année-là, Espinosa a joué le rôle d'Ana dans la pièce Después del Ensayo, une adaptation du film d'Ingmar Bergman Après la répétition. La pièce était dirigée par son père, Mario Espinosa, et mettait également en scène les acteurs Juan Carlos Colombo et Julieta Egurrola.

## Filmographie

### Film
| Année | Titre                              | Rôle                | Notes                                           | Réf    |
| ----- | ---------------------------------- | ------------------- | ----------------------------------------------- | ------ |
| 2006  | Sea of Dreams                      | Fille sur le marché |                                                 | [ 34 ] |
| 2006  | La Vida Inmune                     | Lidia               |                                                 | [ 34 ] |
| 2006  | Voir pleuvoir (Ver llover)         | Sofía               | court-métrage                                   | [ 34 ] |
| 2006  | La Niña en la Piedra (Nadie Te Ve) | Mati                | Nommée à l'Ariel de meilleure actrice           | [ 35 ] |
| 2007  | El Brassier de Emma                | Emma                |                                                 | [ 36 ] |
| 2009  | The Kid: Chamaco                   | Paulina             |                                                 | [ 35 ] |
| 2010  | I Miss You                         | Alejandra           |                                                 | [ 35 ] |
| 2010  | Vete Más Lejos, Alicia             | Alicia              |                                                 | [ 36 ] |
| 2014  | Asteroide                          | Elda Careaga        |                                                 | [ 36 ] |
| 2014  | Los Bañistas                       | Flavia              |                                                 | [ 35 ] |
| 2014  | Gloria                             | Gloria Trevi        | Ariel et Diosa de Plate de la meilleure actrice | [ 35 ] |
| 2016  | Bruma                              | Martina             |                                                 | [ 36 ] |
| 2016  | La Habitación                      | Clara               |                                                 | [ 36 ] |
| 2017  | Los Crímenes de Mar del Norte      |                     |                                                 | [ 36 ] |
| 2017  | La Gran Promesa                    |                     |                                                 | [ 36 ] |
| 2017  | Coco                               | Mamá Luisa Rivera   | rôle vocal                                      | [ 37 ] |
| 2019  | Apapacho, une caresse pour l'âme   | Rosa                |                                                 | [ 38 ] |

### Télévision
| Année | Titre               | Rôle           | Notes | Réf    |
| ----- | ------------------- | -------------- | ----- | ------ |
| 2008  | Capadocia           | Paty           |       | [ 36 ] |
| 2011  | Bienvenida Realidad | Vanessa Torres |       | [ 36 ] |
| 2016  | Hasta Que Te Conocí | Lola Beltrán   |       | [ 36 ] |